# Salar de Maricunga
El salar de Maricunga es un salar y cuenca endorreica localizada a 160 kilómetros al noreste de Copiapó, en la Región de Atacama de Chile, camino al paso fronterizo de San Francisco. Algunos de sus afluentes son los ríos Lamas, Colorado y Ciénaga Redonda. 
El salar es el humedal andino más austral de Chile. Contiene importantes reservas de litio, siendo uno de los 23 salares que se explotarán en el marco de la Estrategia Nacional del Litio.  Se ha previsto su explotación por un consorcio formado por la firma estatal Codelco y la privada Río Tinto.

## Hidrología
Existen diferentes evaluaciones de su área hidrológica. En algunos estudios se le ha determinado la superficie de la cuenca en 2200 y 3050 km², pero el Balance Hídrico Nacional de 1987 le cconsigna un área de 2620 km². En un estudio de la Dirección General de Aguas basado en la delimitación hidrológica hecha con la información topográfica digital dispuesta por el Servicio Geológico de Estados Unidos (USGS), de escala 1:100.000, el área obtenida alcanza los 2550 km². El área del salar es de 145 km². La superficie de las lagunas es de 6 km².
Es el salar más austral de Chile.
Se originó en una cuenca cerrada producto del cruce o nudo de las cordilleras Claudio Gay y Domeyko. Cuando el agua se evaporó, la sal se concentró al no tener salida al mar.
Sus características morfométricas y climatológicas más relevantes son:: III-211 
- altura de salar: 3760 m
- superficie de la cuenca: 3045 km² (2200 km² sin la parte oriental)
- superficie del salar: 145 km²
- superficie de las lagunas 6 km² (0,15 km² para la laguna Santa Rosa)
- precipitaciones: 120 mm/año (salar) y 200 mm/año (cuenca oriental)
- evaporación potencial: 1200 mm/año (salar)
- temperatura media: 4 °C (salar)

### Red hidrográfica

Diagrama unifilar del salar.

Los cuerpos de agua considerados en esta categoría son:

### Glaciares
El Inventario Público de Glaciares de 2014 consigna un total de 110 glaciares en la cuenca de Maricunga, con un volumen de agua almacenado de 0,21 km³.: 68 

## Historia
El salar de Maricunga es parte del territorio ancestral, ruta de trashumancia y hogar de comunidades indígenas collas.
Francisco Solano Asta-Buruaga y Cienfuegos escribió en 1899 en su obra póstuma Diccionario Geográfico de la República de Chile sobre el cuerpo de agua:
Maricunga (Laguna de).-—Notable receptáculo de aguas minerales situado en medio de la cordillera de los Andes del departamento de Copiapó por los 26° 15' Lat. y 68º 30' Lon. y á una altura de 3,860 metros; se halla al NE. de la aldea y estación de Puquios. Ocupa casi el extremo noroeste de un prolongado hondón de unos 50 kilómetros de N. á S. con ancho medio de nueve á diez, rodeado de altas sierras en que sobresalen los montes del Azufre, de Tres Cruces y otros, y de cuyas faldas caen á la laguna aguas del derretimiento de sus nieves, que luego se saturan con las sustancias minerales de las tierras bajas vecinas. Las márgenes de la laguna y las islillas que aparecen en la estación en que merman sus aguas abundan en depósitos de bórax principalmente. Véase también hermoseada por multitud de flamencos (Phoenicopterus ignipalliatus) y variedad de aves acuáticas. El nombre parece venir de mari y de inmutación de quyga, diez linajes.

## Población, economía y ecología
Está frente del complejo fronterizo formada por los siguientes servicios: Carabineros de Chile, Policía de Investigaciones de Chile, el SAG y Servicio Nacional de Aduanas que controlan la ruta 31-CH.

### Proyectos mineros
La minera estatal Codelco comenzó a incursionar en el salar de Maricunga en 2016, cuando la Política del Litio y la Gobernanza de los Salares del segundo gobierno de Michelle Bachelet le instruyó analizar la factibilidad de un modelo de negocios para el aprovechamiento de los salares de Maricunga y de Pedernales. Codelco tramitó los permisos requeridos para explorar, explotar y comercializar litio ante la Comisión Chilena de Energía Nuclear en 2017 y suscribió el Contrato Especial de Operación de Litio (CEOL) en 2018. Tras determinar la necesidad de una Declaración de Impacto Ambiental (DIA) para explorar en sus pertenencias mineras, Codelco inició el levantamiento de información para la caracterización ambiental del salar entre 2018 y 2019. La DIA fue ingresada al Sistema de Evaluación de Impacto Ambiental en enero de 2020, quien evaluó favorablemente el proyecto en noviembre de ese mismo año. Durante 2021 y principios de 2022 se gestionaron y obtuvieron diversos permisos sectoriales para ingresar al terreno, iniciando la campaña de exploración, la cual se llevó a cabo desde febrero de 2022. En mayo de 2023, Codelco culminó los trabajos de perforación contemplados en la campaña de exploración de litio en el salar de Maricunga, confirmándolo como el segundo yacimiento más grande del mundo en términos de concentración del recurso tras el salar de Atacama.
Además de Codelco, otras compañías mineras privadas han manifestado interés en explotar la zona norte del salar de Maricunga: la empresa Minera Salar Blanco (MSB) que busca explotar litio con su Proyecto Blanco y Simco SpA (del Grupo Errázuriz) con el proyecto de explotación Producción Sales de Maricunga. En mayo de 2025, se anunció que Codelco suscribió un acuerdo con la minera Río Tinto para la creación de una sociedad conjunta para desarrollar un proyecto de extracción de litio desde el salar de Maricunga.

### Ecología y protección

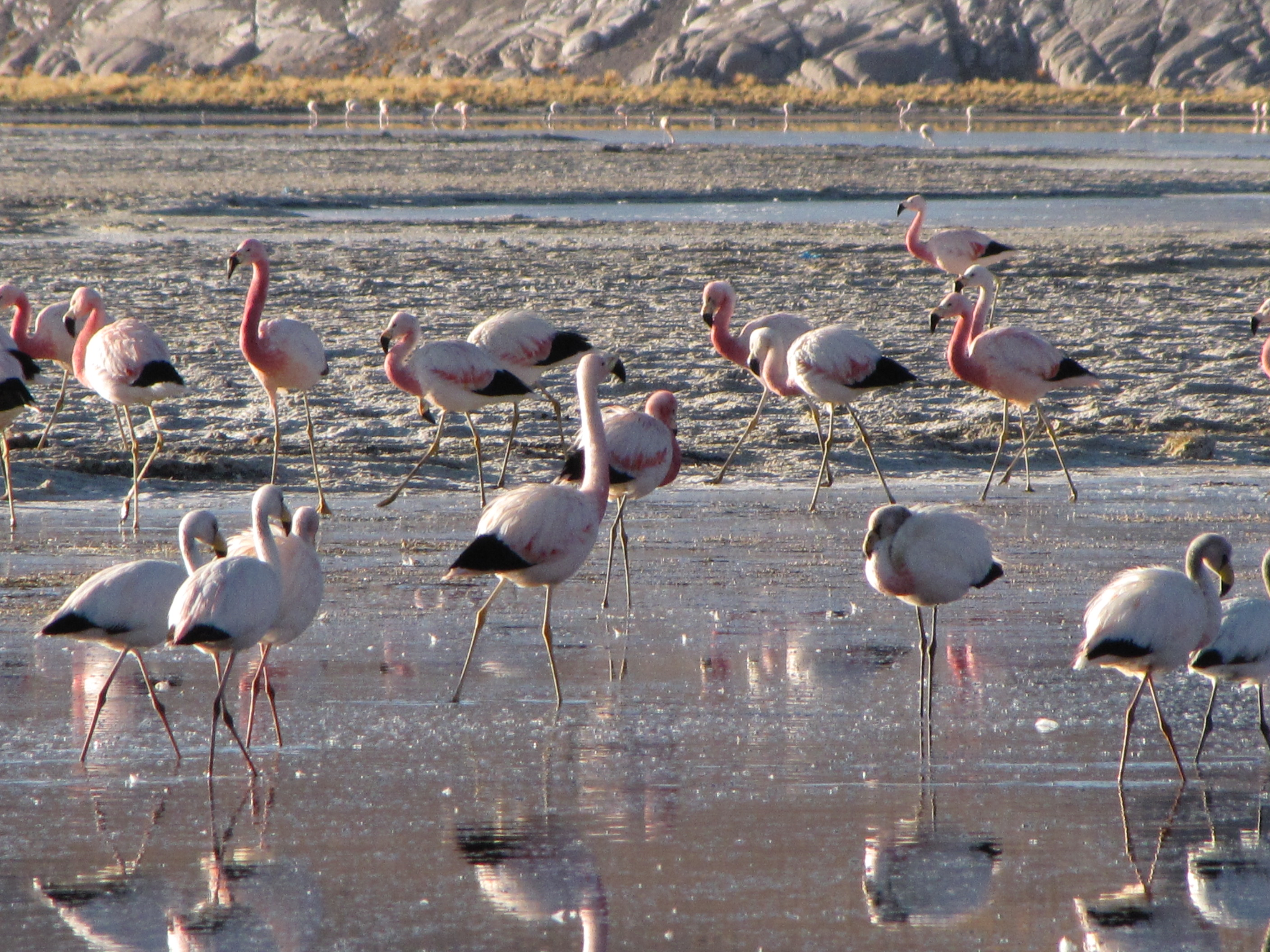
Flamencos en el salar de Maricunga

El salar tiene una superficie de 146 kilómetros cuadrados y su ancho, de diez kilómetros en el lado norte, se estrecha abruptamente hacia el sur donde se une a la laguna Santa Rosa, un humedal designado sitio Ramsar. La unión que se genera entre el empalme de la laguna Santa Rosa con el lado sur del salar de Maricunga es parte del Parque Nacional Nevado Tres Cruces. La parte sur del salar es la única zona protegida dentro del parque, no así su sección norte, donde existen proyectos mineros para extraer litio.
La gran laguna del Salar de Maricunga es una de las zonas de mayor concentración y nidificación de flamencos en el país, de acuerdo con estudios de la Corporación Nacional Forestal, que en febrero de 2024 catastró 1.248 ejemplares de flamencos andinos y flamencos chilenos, además de una colonia de 253 flamencos de James en una vega en el borde este del salar.
Los proyectos de las tres empresas interesadas en explotar litio en el salar de Maricunga han sido cuestionados por la comunidad colla de Pai Ote,  quienes en 2018 demandaron a la empresa Simco y al Servicio de Evaluación Ambiental por no haber realizado una Consulta Indígena, tal como lo establece el convenio 169 de la Organización Internacional del Trabajo. En 2022, la Corte Suprema falló en favor de la comunidad y determinó que la empresa debía realizar dicha consulta, que a junio de 2023 no había iniciado.